# Juan Cárdenas
 (décembre 2023).
Juan Cárdenas, né en 1613 à Séville et mort dans cette même ville le 6 juin 1684, est un jésuite et théologien espagnol.

## Biographie
Entré dans la Province d'Andalousie en 1627, il enseigna la philosophie au collège de San Pablo de Grenade, puis occupa diverses fonctions importante dans l'administration de sa province. Il eut un rôle important dans les querelles sur le probabilisme, dont son traité Crisis theologica (1670, nombreuses rééditions) est l'une des pièces les plus importantes. Provincial d'Andalousie, il approuva les Disputationes de fide du péruvien Leonardo de Peñafiel (Séville, 30 mai 1672).

## Œuvres
- Crisis theologica bipartita, sive disputationes selectae ex morali theologia, in quibus pro votis Illustrissimi D.D. Ioannes Caramuelis, utque operi eius interrogatorio respondeatur, quamplurimae eius opiniones et argumentationes ad praefatam crisim vocantur, pars prima [et pars altera], Lyon, Laurent Arnaud & Pierre Borde, 1670 ; Venise, Nicola Pezzana, 1710.